# 부하라밭쥐속
부하라밭쥐속(Blanfordimys)은 쥐상과 비단털쥐과에 속하는 설치류 속의 하나이다. 2종을 포함하고 있다.

## 특징
꼬리 길이 20~30mm를 제외한 몸길이가 93~112mm인 작은 설치류로 몸무게는 최대 34g이다.

## 하위 종
- 아프간밭쥐 (Blanfordimys afghanus)
- 부하라밭쥐 (Blanfordimys bucharensis)